# Большекрепинский район
Большекрепинский район — административно-территориальная единица в составе Ростовской области РСФСР, существовавшая в 1935—1953 годах. Административный центр — слобода Большекрепинская.

## История
Большекрепинский район образован в 1935 году. 13 сентября 1937 года вошёл в состав Ростовской области.
В ноябре 1953 года Большекрепинский район был упразднён и его территория вошла в Неклиновский и Родионово-Несветайский районы Ростовской области.